# Nationalligaen 2020
La Nationalligaen 2020 è la 33ª edizione del campionato di football americano di primo livello, organizzato dalla DAFF.
L'inizio del campionato è stato rinviato a causa della pandemia di COVID-19 del 2019-2021.
A stagione regolare terminata il campionato è stato però definitivamente annullato in seguito a nuove restrizioni sugli assembramenti.

## Squadre partecipanti
| Club                  | Città     | Stadio | Sponsor ufficiale | Risultato nella stagione 2018 |
| --------------------- | --------- | ------ | ----------------- | ----------------------------- |
| AaB 89ers             | Aalborg   |        |                   |                               |
| Aarhus Tigers         | Aarhus    |        |                   |                               |
| Copenhagen Towers     | Gentofte  |        |                   |                               |
| Søllerød Gold Diggers | Rudersdal |        |                   |                               |
| Triangle Razorbacks   | Vejle     |        |                   |                               |

## Stagione regolare

### Calendario

#### Organizzazione pre-pandemia

##### 1ª giornata
| Gentofte 4 aprile 2020, ore 14:00 | Copenhagen Towers | - – - referto | AaB 89ers | Gentofte Sportspark |

| Viby J 5 aprile 2020, ore 14:00 | Aarhus Tigers | - – - referto | Triangle Razorbacks | Bøgeskov Idrætsanlæg |

##### 2ª giornata
| Viby J 12 aprile 2020, ore 14:00 | Aarhus Tigers | - – - referto | Copenhagen Towers | Bøgeskov Idrætsanlæg |

##### 3ª giornata
| Nærum 18 aprile 2020, ore 14:00 | Søllerød Gold Diggers | - – - referto | AaB 89ers | Rundforbi Stadion |

| Vejle 18 aprile 2020, ore 17:00 | Triangle Razorbacks | - – - referto | Copenhagen Towers | Vejle Atletikstadion |

##### 4ª giornata
| Viby J 26 aprile 2020, ore 14:00 | Aarhus Tigers | - – - referto | Søllerød Gold Diggers | Bøgeskov Idrætsanlæg |

##### 5ª giornata
| Vejle 2 maggio 2020, ore 18:00 | Triangle Razorbacks | - – - referto | AaB 89ers | Vejle Atletikstadion |

##### 6ª giornata
| Nærum 9 maggio 2020, ore 14:00 | Søllerød Gold Diggers | - – - referto | Aarhus Tigers | Rundforbi Stadion |

##### 7ª giornata
| Aalborg 16 maggio 2020, ore 14:00 | AaB 89ers | - – - referto | Aarhus Tigers | AaB's anlæg |

| Gentofte 17 maggio 2020, ore 14:00 | Copenhagen Towers | - – - referto | Triangle Razorbacks | Gentofte Sportspark |

##### 8ª giornata
| Vejle 23 maggio 2020, ore 18:00 | Triangle Razorbacks | - – - referto | Søllerød Gold Diggers | Vejle Atletikstadion |

##### 9ª giornata
| Aalborg 30 maggio 2020, ore 14:00 | AaB 89ers | - – - referto | Aarhus Tigers | AaB's anlæg |

| Nærum 31 maggio 2020, ore 14:00 | Søllerød Gold Diggers | - – - referto | Copenhagen Towers | Rundforbi Stadion |

##### 10ª giornata
| Vejle 12 giugno 2020, ore 19:00 | Triangle Razorbacks | - – - referto | Aarhus Tigers | Vejle Atletikstadion |

| Gentofte 13 giugno 2020, ore 14:00 | Copenhagen Towers | - – - referto | AaB 89ers | Gentofte Sportspark |

##### 11ª giornata
| Nærum 20 giugno 2020, ore 14:00 | Søllerød Gold Diggers | - – - referto | Triangle Razorbacks | Rundforbi Stadion |

##### 12ª giornata
| Aalborg 27 giugno 2020, ore 14:00 | AaB 89ers | - – - referto | Søllerød Gold Diggers | AaB's anlæg |

##### 13ª giornata
| Aalborg 8 agosto 2020, ore 14:00 | AaB 89ers | - – - referto | Copenhagen Towers | AaB's anlæg |

##### 14ª giornata
| Viby J 15 agosto 2020, ore 14:00 | Aarhus Tigers | - – - referto | Søllerød Gold Diggers | Bøgeskov Idrætsanlæg |

| Aalborg 16 agosto 2020, ore 14:00 | AaB 89ers | - – - referto | Triangle Razorbacks | AaB's anlæg |

##### 15ª giornata
| Gentofte 21 agosto 2020, ore 19:00 | Copenhagen Towers | - – - referto | Søllerød Gold Diggers | Gentofte Sportspark |

##### 16ª giornata
| Vejle 29 agosto 2020, ore 18:00 | Triangle Razorbacks | - – - referto | Copenhagen Towers | Vejle Atletikstadion |

| Viby J 30 agosto 2020, ore 14:00 | Aarhus Tigers | - – - referto | AaB 89ers | Bøgeskov Idrætsanlæg |

##### 17ª giornata
| Gentofte 5 settembre 2020, ore 14:00 | Copenhagen Towers | - – - referto | Aarhus Tigers | Gentofte Sportspark |

| Nærum 6 settembre 2020, ore 14:00 | Søllerød Gold Diggers | - – - referto | Triangle Razorbacks | Rundforbi Stadion |

#### Organizzazione post-pandemia
A seguito della pandemia la stagione regolare è stata riorganizzata su 10 incontri di sola andata.

##### 1ª giornata
| Nærum 8 agosto 2020, ore 15:00 | Søllerød Gold Diggers | 62 – 12 referto | AaB 89ers | Rundforbi Stadion |

##### 2ª giornata
| Gentofte 14 agosto 2020, ore 19:00 | Copenhagen Towers | 29 – 26 referto | Søllerød Gold Diggers | Gentofte Sportspark |

| Viby J 16 agosto 2020, ore 14:00 | Aarhus Tigers | 6 – 41 referto | Triangle Razorbacks | Bøgeskov Idrætsanlæg |

##### 3ª giornata
| Aalborg 22 agosto 2020, ore 14:00 | AaB 89ers | 56 – 12 referto | Aarhus Tigers | AaB's anlæg |

| Vejle 22 agosto 2020, ore 15:00 | Triangle Razorbacks | 7 – 14 referto | Copenhagen Towers | Vejle Atletikstadion |

##### 4ª giornata
| Nærum 29 agosto 2020, ore 14:00 | Søllerød Gold Diggers | 56 – 0 referto | Aarhus Tigers | Rundforbi Stadion |

| Aalborg 30 agosto 2020, ore 14:00 | AaB 89ers | 34 – 26 referto | Triangle Razorbacks | AaB's anlæg |

##### 5ª giornata
| Gentofte 5 settembre 2020, ore 14:00 | Copenhagen Towers | 64 – 28 referto | AaB 89ers | Gentofte Sportspark |

| Vejle 6 settembre 2020, ore 14:00 | Triangle Razorbacks | 26 – 40 referto | Søllerød Gold Diggers | Vejle Atletikstadion |

##### 6ª giornata
| Viby J 12 settembre 2020, ore 14:00 | Aarhus Tigers | 14 – 53 referto | Copenhagen Towers | Bøgeskov Idrætsanlæg |

### Classifica
La classifica della regular season è la seguente:
- PCT = percentuale di vittorie, G = partite giocate, V = partite vinte,  P = partite perse, PF = punti fatti, PS = punti subiti

| Pos. | Squadra               | PCT   | G | V | N | P | PF  | PS  |
| ---- | --------------------- | ----- | - | - | - | - | --- | --- |
| 1    | Copenhagen Towers     | 1.000 | 4 | 4 | 0 | 0 | 160 | 75  |
| 2    | Søllerød Gold Diggers | .750  | 4 | 3 | 0 | 1 | 184 | 67  |
| 3    | AaB 89ers             | .500  | 4 | 2 | 0 | 2 | 130 | 164 |
| 4    | Triangle Razorbacks   | .250  | 4 | 1 | 0 | 3 | 100 | 94  |
| 5    | Aarhus Tigers         | .000  | 4 | 0 | 0 | 4 | 32  | 206 |

## Playoff

### Tabellone
|  | Semifinali | Semifinali            | Semifinali |  |  | XXXII Mermaid Bowl | XXXII Mermaid Bowl | XXXII Mermaid Bowl |  |
|  |            |                       |            |  |  |                    |                    |                    |  |
|  | 1          | Copenhagen Towers     |            |  |  |                    |                    |                    |  |
|  | 1          | Copenhagen Towers     |            |  |  |                    |                    |                    |  |
|  | 4          | Triangle Razorbacks   |            |  |  |                    |                    |                    |  |
|  | 4          | Triangle Razorbacks   | TBD        |  |  |                    |                    |                    |  |
|  |            |                       |            |  |  |                    |                    |                    |  |
|  |            |                       | TBD        |  |  |                    |                    |                    |  |
|  | 2          | Søllerød Gold Diggers |            |  |  |                    |                    |                    |  |
|  | 2          | Søllerød Gold Diggers |            |  |  |                    |                    |                    |  |
|  | 3          | AaB 89ers             |            |  |  |                    |                    |                    |  |

### Semifinali
| Nærum 26 settembre 2020, ore 15:00 | Søllerød Gold Diggers | - – - referto | AaB 89ers | Rundforbi Stadion |

| Vejle 26 settembre 2020, ore 19:00 | Triangle Razorbacks | - – - referto | Copenhagen Towers | Vejle Atletikstadion |

### XXXII Mermaid Bowl
| 2020 | TBD | - – - | TBD |  |